# Донкор, Исаак
Исаак Донкор (англ. Isaac Donkor, 15 августа 1995, Кумаси, Гана) — ганский футболист, защитник турецкого клуба «Сакарьяспор».
Выступал за молодёжную сборную Ганы.

## Клубная карьера
Родился 15 августа 1995 года в городе Кумаси. Воспитанник клуба «Ольяно» и юношеских команд футбольных клубов «Падова» и «Интернационале».
Во взрослом футболе дебютировал 22 ноября 2012 года в игре «Интера» против казанского «Рубина» в рамках Лиги Европы.

## Выступления за сборные
В 2011 году дебютировал в составе юношеской сборной Ганы, принял участие в 9 играх на юношеском уровне.
С 2013 года привлекается в состав молодёжной сборной Ганы. На молодёжном уровне сыграл в одном официальном матче.

## Личная жизнь
Донкор родился в Кумаси, но в конце 90-х годов приехал в Италию с семьей, получил итальянское гражданство. Живёт в Санта-Лучия-ди-Пьяве с отцом Джоном, матерью Дианой и братом Дорисом.